# 全支付
全支付電子支付股份有限公司（簡稱：全支付）是全聯實業股份有限公司全資設立的子公司，為中華民國的專營電子支付機構之一。該公司提供行動支付、轉帳、儲值、提領等數位金融服務，並可於日本、韓國等地部分通路使用。

## 發展歷程
- 2020年9月：成立全支付電子支付股份有限公司。
- 2021年6月：獲金管會核准申請專營電子支付機構業務。
- 2022年3月：取得金管會核發之電子支付機構營業執照。[1]
- 2024年3月11日：正式開通 Samsung Wallet、Samsung Pay 和 TWQR 付款功能。[2]
- 截至2025年4月止，用戶數581萬，在電子支付業者中位居台灣第三[3]。

## 服務內容

### 儲值與提領
使用者可透過合作銀行綁定之銀行帳戶或信用卡於全支付APP中進行儲值與提領操作。
- 現金儲值
- 銀行帳號儲值
- 提領至銀行帳戶

### 支付功能
全支付提供多元化的行動支付服務，使用者可透過全支付App或綁定的行動裝置（如Samsung Wallet）完成掃碼支付及條碼支付，支援線下實體商店與線上購物平台的付款需求。系統亦內建雲端錢包功能，讓用戶能即時查詢餘額及交易紀錄，方便管理個人資金。

### 轉帳與收款
使用者可透過全支付進行個人間即時轉帳，僅需輸入對方手機號碼或帳號，轉帳手續免費且可立即到帳。此外，全支付提供商戶及個人收款服務，支援自訂收款QR Code，方便線下或網路收款作業，提升交易便利性。

### 儲值與提領
全支付支援多元儲值方式，包括現金儲值、銀行轉帳。提領服務則允許用戶將錢包內餘額隨時提領至已綁定的銀行帳戶，操作快速且安全。

### 紅利與優惠
全支付提供多項回饋與優惠計畫。使用全支付消費可累積點數，點數可於未來付款時折抵現金。公司與合作商戶不定期發放電子優惠券與折價券，提升用戶消費誘因。部分銀行聯名信用卡亦可享有專屬回饋，為用戶帶來更多優惠。

### 賬務管理與安全
用戶可隨時查詢完整的交易明細，並支援明細匯出功能，方便財務管理。全支付強化賬戶安全，提供多重身份驗證（如雙因素認證、臉部及指紋辨識登入），同時允許用戶自訂每日或單筆最大消費金額限制，保障資金安全，降低詐騙風險。

### 跨境支付
全支付支持跨境支付服務，透過與日本PayPay及韓國ZeroPay合作，讓用戶可在海外支援的通路使用全支付完成付款。所有跨境交易均以新台幣結算，免除一般海外交易的1.5%手續費。

## 合作銀行列表
可綁定之帳戶銀行：
- 玉山銀行
- 台北富邦
- 國泰世華
- 台新銀行
- 中華郵政
- 台灣銀行
- 第一銀行
- 華泰銀行
- 新光銀行
- 彰化銀行
- 土地銀行
- 將來銀行
- 凱基銀行
- 元大銀行
- 兆豐銀行
- 台中銀行
- 臺灣企銀
- 上海銀行
- 華南銀行
- 樂天銀行
- 安泰銀行
- 高雄銀行
- 王道銀行
- 遠東銀行

可綁定之信用卡發卡銀行(不支援簽帳金融卡)：
- 國泰世華
- 玉山銀行
- 台新銀行
- 聯邦銀行
- 第一銀行
- 彰化銀行
- 凱基銀行
- 永豐銀行
- 華泰銀行
- 華南銀行
- 兆豐銀行
- 新光銀行

## 海外使用情形

### 日本
自2023年10月起，全支付與日本行動支付平台 PayPay 合作，用戶可在日本超過100萬家支援 PayPay 的商店使用全支付進行付款。
使用方式包括掃描店家提供的 PayPay QR Code 或出示全支付 App 內的付款碼供店家掃描。付款時，系統將依即時匯率以新台幣結算，免除1.5%的海外交易手續費。需注意，在日本使用全支付僅支援帳戶付款，信用卡付款功能暫不支援。

### 韓國
全支付於2024年初與韓國電子支付平台 ZeroPay 及跨境金融科技公司 HIVEX 合作，提供跨境支付服務。目前在韓國有超過190萬個支付據點，用戶可在櫃檯看到 ZeroPay 或 HIVEX 的標誌時，透過全支付 App 掃描 QR Code 付款。
付款時，系統將依即時匯率以新台幣結算，免除1.5%的海外交易手續費。需注意，境外交易不支援信用卡付款，僅支援帳戶付款。

## 外部連結
- 全支付官方網站
- 全支付的Facebook專頁